# Кратеропа сіролоба
Кратеро́па сіролоба (Argya subrufa) — вид горобцеподібних птахів родини Leiothrichidae. Ендемік Індії.

## Опис
Довжина птаха становить 25-26 см. Довжина крила становить 8,7–9 см, довжина хвоста 11–11,5 см. Верхня частина тіла темно-оливкова, лоб сірий. Крила рудуваті. Пера на лобі мають чорні стрижні. Очі білуваті або жовті. Від дзьоба до очей ідуть темні смуги. Нижня частина тілу руда, горло і живіт світліші.

## Підвиди
Виділяють два підвиди:
- A. s. subrufa Shelley, 1885 — Карнатака і північний Тамілнад;
- A. s. hyperythra Benson, 1947 — Керала і західний Тамілнад.

## Поширення і екологія
Сіролобі кратеропи поширені в Західних Гатах і горах Нілґірі. Вони живуть у вологих тропічних лісах, чагарникових заростях, на луках і пасовищах. Зустрічаються на висоті від 825 до 1220 м над рівнем моря. Живляться комахами і ягодами. Сезон розмноження триває з лютого до листопада. Гніздо чашоподібне, розміщується на дереві. В кладці від 2 до 4 (переважно 3) яйця темно-синього кольору.